# Rue Civiale
La rue Civiale est une voie du 10e arrondissement de Paris, en France.

## Situation et accès
La rue Civiale est une voie publique située dans le 10e arrondissement de Paris. Elle débute au 7, boulevard de la Villette et se termine au 30, rue du Buisson-Saint-Louis.

## Origine du nom

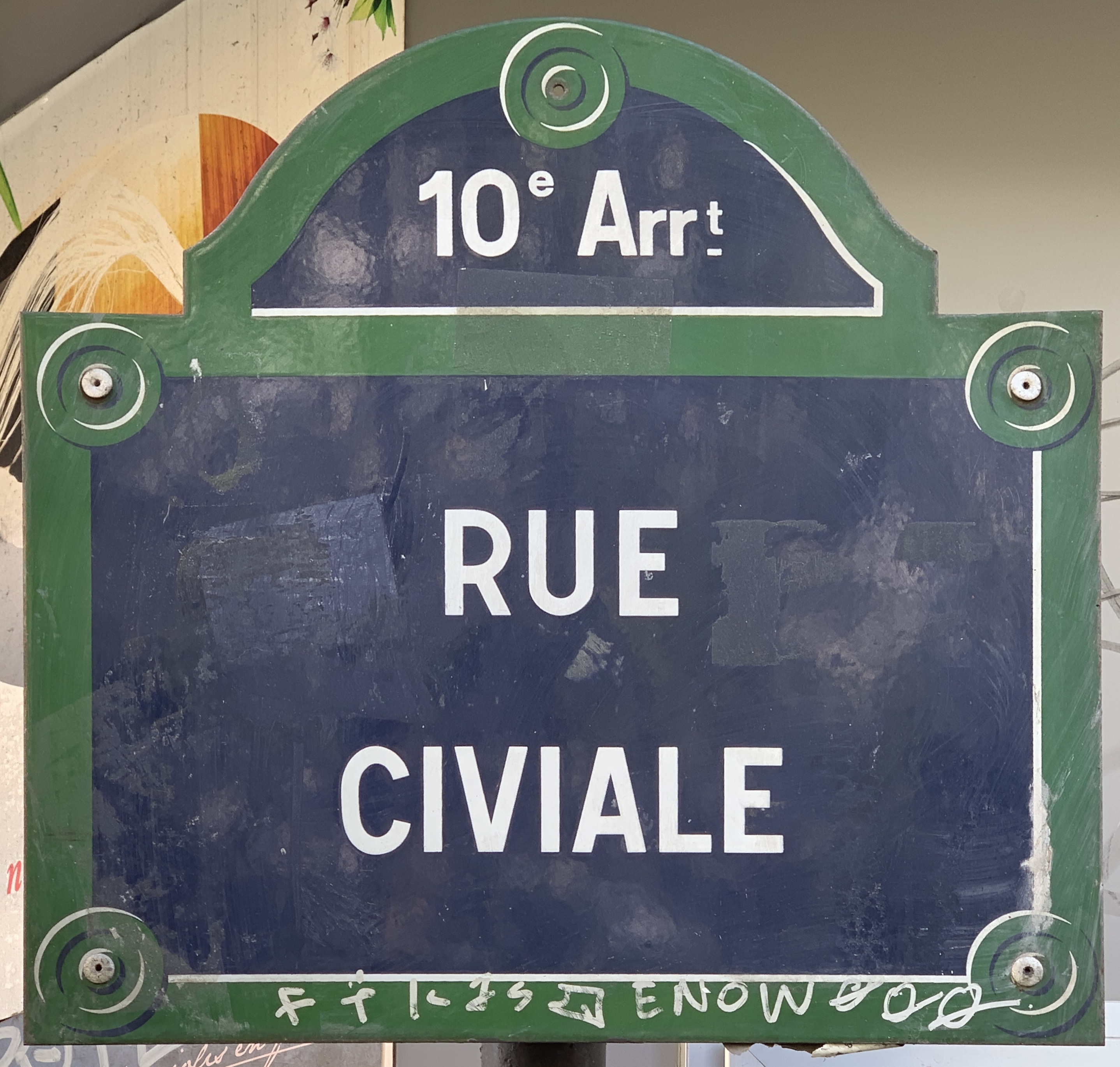
Plaque de la rue.

Elle porte le nom du médecin Jean Civiale (1792-1867) en raison du voisinage de l'hôpital Saint-Louis.

## Historique
Cette rue, qui fut ouverte en 1882 sous le nom de « rue du Tonkin », prend sa dénomination actuelle par arrêté du 30 août 1884.